# 米倉リエナ
米倉 リエナ（よねくら リエナ、Lyena Yonekura）は、日本の演出家、女優、キャスティングディレクター。旧姓　野村。
ニューヨーク大学演劇学科卒業。芸能事務所Camino Real（カミノレアル）代表取締役。母は演出家、作詞家、キャスティングディレクターの奈良橋陽子、父は音楽プロデューサーのジョニー野村、兄は俳優、映画プロデューサーの野村祐人。

## 略歴・人物
母に演出家・作詞家・国際キャスティングディレクターとして活躍する奈良橋陽子、父にGODIEGOを手がけたジョニー野村を持つ。幼いころから芸術・エンターテイメントに触れながら育つ。
初舞台はミュージカル『アニー』、ニューヨーク大学演劇学科で演劇を学び、日本人女性初のニューヨークアクターズ・スタジオ正式メンバーとなる。映画『ビューティフル・マインド』や舞台『フライドライス&ケチャップ』などに出演。帰国後は演出家としても活動。代表作にミュージカル舞台『アルケミスト』『モモ』などがある。
海外での経験を活かし、現在は芸能事務所Camino Real（カミノレアル）を設立しシャーロット・ケイト・フォックスなど日本国内外の俳優のマネジメントに携わる。主に東京とロサンゼルスを拠点として活動している。2児の母。

## 出演

### テレビドラマ
- 連続テレビ小説 カムカムエヴリバディ（2022年3月24日 - NHK） - 通訳 パトリシア 役
- 運命警察（2022年8月31日、テレビ東京）最終話 - 米倉リエナ（本人役）